# Natalia Grossman
Natalia Grossman, född 22 juni 2001 i Santa Cruz, Kalifornien, är en amerikansk professionell sportklättrare.

## Karriär
2021 tog Grossman guld i VM i klassen bouldering, och silver i klassen lead.